# Die Entführung des Lindbergh-Babys
Die Entführung des Lindbergh-Babys (Originaltitel: The Lindbergh Kidnapping Case) ist ein US-amerikanisches Filmdrama des Regisseurs Buzz Kulik aus dem Jahr 1976. Das Drehbuch basiert auf dem Entführungsfall und dem nachfolgenden Prozess 1932. Die Erstsendung in Deutschland fand am 20. August 1979 im ZDF statt.

## Handlung
Charles Lindbergh ist ein amerikanischer Flugpionier, der 1927 als erster Mensch den Atlantik allein nonstop mit dem Flugzeug überquerte. Diese Tat machte ihn in den Vereinigten Staaten zu einem Nationalhelden.
Am 1. März 1932 wird Lindberghs Sohn aus dem Haus seiner Eltern entführt. Schon bald geht eine Lösegeldforderung ein. Als Vermittler zwischen Lindbergh und den Entführern betätigt sich Dr. Condon. Es kommt zur Lösegeldübergabe, doch am 12. Mai 1932 wird das Baby tot aufgefunden. Die Empörung in der Bevölkerung über das Verbrechen ist groß.
Die Nummern der Scheine des Lösegelds sind notiert worden. Als Scheine mit den notierten Nummern auftauchen, wird Bruno Hauptmann als Verdächtiger verhaftet. Zur Anklage kommt es, als man in seiner Garage Teile des Lösegeldes findet. Die Medien üben großen Druck auf die Verhandlung aus, wobei die Polizei in ihren Ermittlungen behindert wird. Dr. Condon, der zuerst vorsichtig agiert, um keinen Unschuldigen verurteilen zu lassen, fordert vehement die Todesstrafe für Hauptmann. Der Prozess wird immer unübersichtlicher und weniger fair für Hauptmann, so ist, zum Beispiel, der Staatsanwalt ein sehr guter Freund Lindberghs. Durch das ganze Chaos kann die Schuld Hauptmanns nicht eindeutig geklärt werden, dennoch wird er zum Tode verurteilt. Hauptmanns Anwalt geht in Revision, doch die wird abgelehnt. Lindbergh, der als Held der Nation und damit als Vorbild selbst unter schwerem Druck steht, erhält die Drohung, dass auch sein zweites Kind entführt werden soll. Mit seiner Familie zieht er nach England, um Ruhe zu finden. 1936 wird Hauptmann schließlich hingerichtet.

## Kritiken
„Der lange, aber nie langweilige Film zeichnet ein kritisches Bild der Gesellschaft jener Zeit, er entlarvt politisches Kalkül, Eitelkeit, Geltungssucht durchschnittlicher Bürger und Chauvinismus.“

## Auszeichnungen
1976 wurde Anthony Hopkins für seine Rolle mit dem Emmy ausgezeichnet. Weitere Nominierungen erhielten der Produzent David Gerber, der Drehbuchautor J. P. Miller, die Filmeditorin Rita Roland, die Kostümdesigner Bob Christensen und Denita Cavett, sowie die Tongestalter Marvin I. Kosberg, Larry Kaufman, Jack Milner und William Andrews. Ein Jahr später erhielt der Film eine Nominierung für den Golden Globe als bester Fernsehfilm.

## Hintergrund
Der im Film von Peter Donat dargestellte Colonel Norman Schwarzkopf senior war seit 1921 Superintendent der Polizei von New Jersey. Er ist der Vater von General Norman Schwarzkopf junior, dem Oberbefehlshaber der US-Truppen im Zweiten Golfkrieg 1991.
Neben den auch international bekannten Kinostars Hopkins, Balsam, Cotton und De Young waren Denise Alexander und Sian Barbara Allen in ihrer Schauspiel-Karriere nur für das Fernsehen tätig.
Der Komponist Billy Goldenberg ist den deutschen Fernsehzuschauern als Komponist der Titelmelodie der Fernsehserie Einsatz in Manhattan bekannt.